# Advance Affinity
Advance Affinity es una reconocida marca internacional de nutrición para perros y gatos perteneciente a Affinity Petcare, una empresa del grupo Agrolimen, con sede en Barcelona, España.
Con centros de fabricación en Monjos, España, y La Chapelle, Francia, Advance ha consolidado su posición como marca global, presente en más de 28 países. La marca cuenta con más de 25 años de experiencia en el desarrollo de alimentos de alta calidad, diseñados para cubrir las necesidades nutricionales específicas de perros y gatos de todas las edades, tamaños y condiciones.

## Filosofía

### Protección
El propósito fundamental de Advance es la protección de todos los perros y gatos, independientemente de su condición y edad. Esta misión se materializa a través de recetas testadas científicamente, adaptadas a la fisiología, sensibilidades y características específicas de cada animal, así como mediante la divulgación de información sobre salud y bienestar dirigida tanto a los cuidadores como a la comunidad veterinaria.

### Divulgación
Advance se compromete activamente a educar y concienciar sobre la nutrición y bienestar de los animales. Colabora con universidades y profesionales del sector veterinario —incluyendo diplomados, investigadores, etólogos y nutricionistas— para generar materiales y artículos de divulgación. A través de su blog, proporciona pautas, consejos e información esencial para la salud animal.
Para el colectivo veterinario, cuenta con el ecosistema digital Vets&Clinics, donde millones de profesionales han accedido a contenidos, herramientas, webinars, estudios, podcasts y artículos relacionados con la salud de perros y gatos.

## Gamas de productos
Advance presenta una gama completa de alimentos, dietas y snacks para perros y gatos, abordando tanto las necesidades fisiológicas de animales sanos mediante Advance Active Defense, como condiciones de salud específicas con una gama de productos dietéticos bajo la línea Advance Veterinary Diets.

### Advance Active Defense
La gama fisiológica incluye recetas adaptadas a tamaño, edad y necesidades particulares, desde alimentos para cachorros y gatitos que ayudan a mejorar la respuesta inmune, hasta fórmulas para perros y gatos adultos y seniors. También ofrece soluciones para sensibilidades digestivas y condiciones como bolas de pelo, productos "light" o formulaciones adaptadas a razas específicas.
Esta línea se diferencia por su fórmula Active Defense, que incorpora ingredientes funcionales científicamente probados, como probióticos, prebióticos de origen natural y fibras vegetales. Estos elementos contribuyen a una microbiota intestinal sana, ayudando a mantener unas buenas defensas y barreras naturales.
Los productos de esta gama se elaboran con proteínas de alta calidad como primer ingrediente (pollo, pavo, salmón o cordero, según la receta), e incluyen arroz, cereales integrales y guisantes para ofrecer una nutrición completa y equilibrada.

### Advance Veterinary Diets
Durante más de 25 años, Advance ha desarrollado dietas veterinarias secas y húmedas, así como suplementos nutricionales, destinadas a ayudar en el manejo de patologías frecuentes en perros y gatos.
Estas fórmulas han sido diseñadas por un equipo de veterinarios especializados en nutrición animal, y abordan problemas como sobrepeso, diabetes, alteraciones dermatológicas, digestivas, reacciones adversas al alimento, enfermedades urinarias y renales, y afecciones articulares.
Las dietas se desarrollan en colaboración con universidades y centros de investigación en estudios multicéntricos y multidisciplinares en Europa y Estados Unidos. Además, se evalúan continuamente en el Affinity Nutrition Center, un centro donde más de 200 perros y 200 gatos prueban diariamente los alimentos para validar su palatabilidad, aceptación y beneficios como la prevención del sarro y el mantenimiento de la salud bucal.

## Fundación Affinity
En 1987, Affinity Petcare creó la Fundación Affinity, una organización sin ánimo de lucro que promueve los beneficios del vínculo entre personas, gatos y perros, y trabaja para sensibilizar a la sociedad sobre el rol social de los animales de compañía.
La fundación, a través de la Cátedra Fundación Affinity Animales y Salud de la Facultad de Medicina de la Universidad Autónoma de Barcelona y el Observatorio Fundación Affinity, impulsa estudios sobre los beneficios de la convivencia con mascotas. También mide anualmente el problema del abandono animal en España mediante el informe Él nunca lo haría, realizado junto a cientos de protectoras.
Asimismo, desarrolla programas de Terapias y Educación Asistida con Animales de Compañía (TEAAC), acompañando a pacientes frágiles, personas mayores, jóvenes con trastornos de la conducta alimentaria, niños víctimas de violencia sexual y otros colectivos, facilitando su rehabilitación o mejora emocional con la ayuda de perros entrenados específicamente para ese fin.
La fundación también impulsa campañas de concienciación para poner en valor el papel social de perros y gatos y su impacto positivo en la vida de las personas.